# Muzeum budoucnosti
Muzeum budoucnosti (arabsky متحف المستقبل) v Dubaji, ve Spojených arabských emirátech, se věnuje zkoumání budoucnosti vědy a techniky. Má ambici ukazovat, jak by mohl svět vypadat v roce 2071.

## Architektura
Budova muzea, jejímž autorem je architekt Shaun Killa, dosahuje výšky 77 metrů. Má tvar asymetrického torusu. Je obložena více než tisíci panely ze skla a oceli, které slouží také jako okna. Jsou zdobené arabskými znaky, citátem dubajského emíra Muhammada bin Rášida Ál Maktúma: „Budoucnost patří těm, kteří si ji dokážou představit, navrhnout a uskutečnit. Na budoucnost se nečeká, vytváří se.“
Muzeum osvětluje solární elektrárna o kapacitě 4000 megawattů.

## Expozice
Muzeum má sedm pater, z nichž je pět věnováno tematickým expozicím. Prohlídka začíná výjezdem výtahem, „vesmírnou raketou Falcon“, do nejvyššího patra.
- 5. patro s názvem Orbital Space Station Hope představuje možnou budoucnost lidstva v dobývání vesmíru.
- 4. patro s názvem The HEAL Institute se zaměřuje na ekologii, zachování biodiverzity a ochranu ekosystémů za pomoci umělé inteligence.
- 3. patro s názvem Al Waha (Oáza) nabízí expozici, která akcentuje význam zdraví, spirituality, pohody a regenerace.
- 2. patro s názvem Tomorrow Today je zaměřené na inovace. Nabízí produkty a prototypy, které již začínají utvářet budoucnost životního prostředí, recyklace odpadů, výroby potravin, zemědělství nebo plánování měst.
- 1. patro s názvem Future Heroes (Budoucí hrdinové), které obsahuje interaktivní exponáty podporující kreativitu a spolupráci, je určené pro děti do 10 let.

## Náklady
Stavba muzea, které bylo otevřeno 22. února 2022, si vyžádala více než 10 miliard korun.

## Galerie

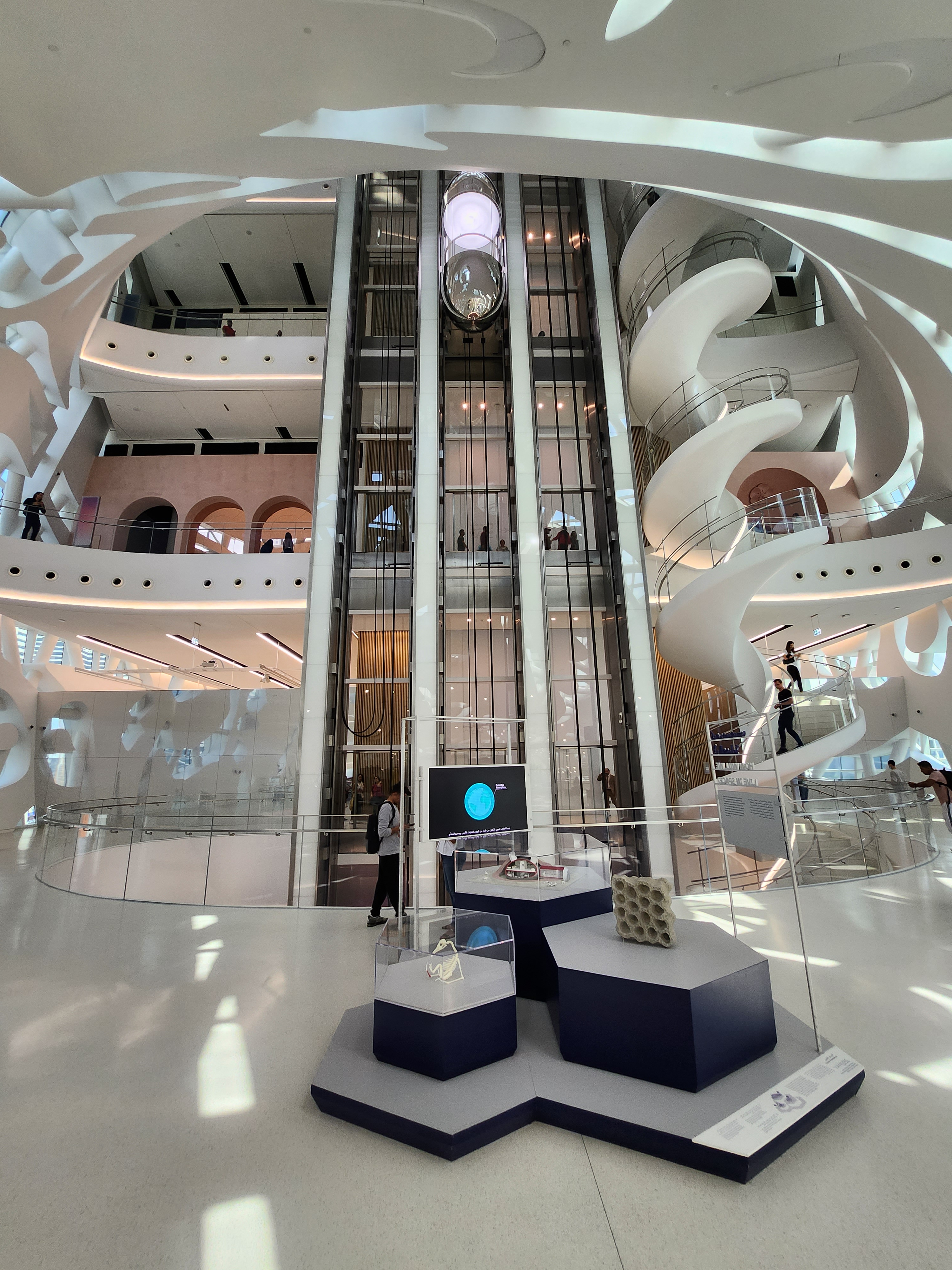
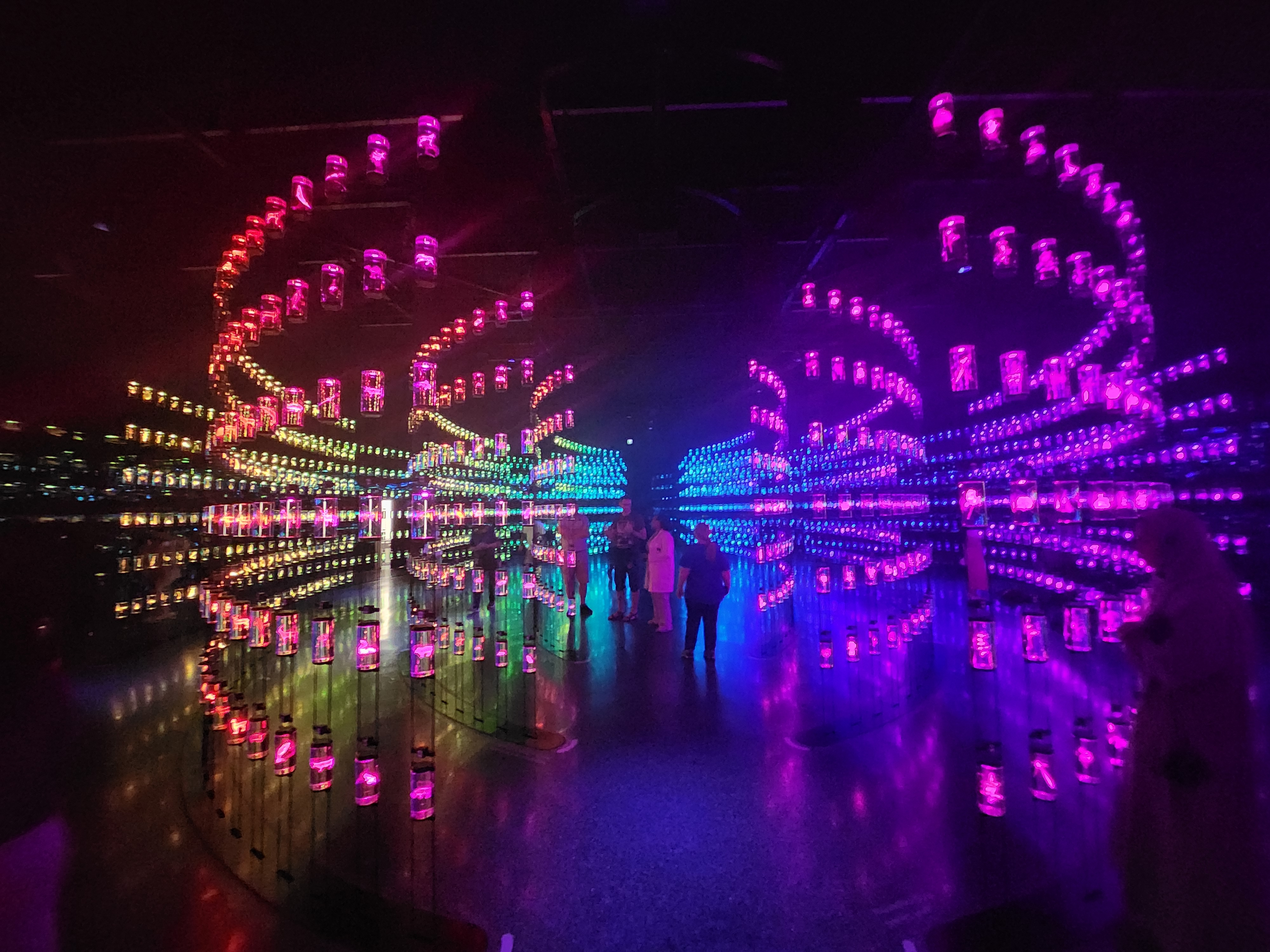
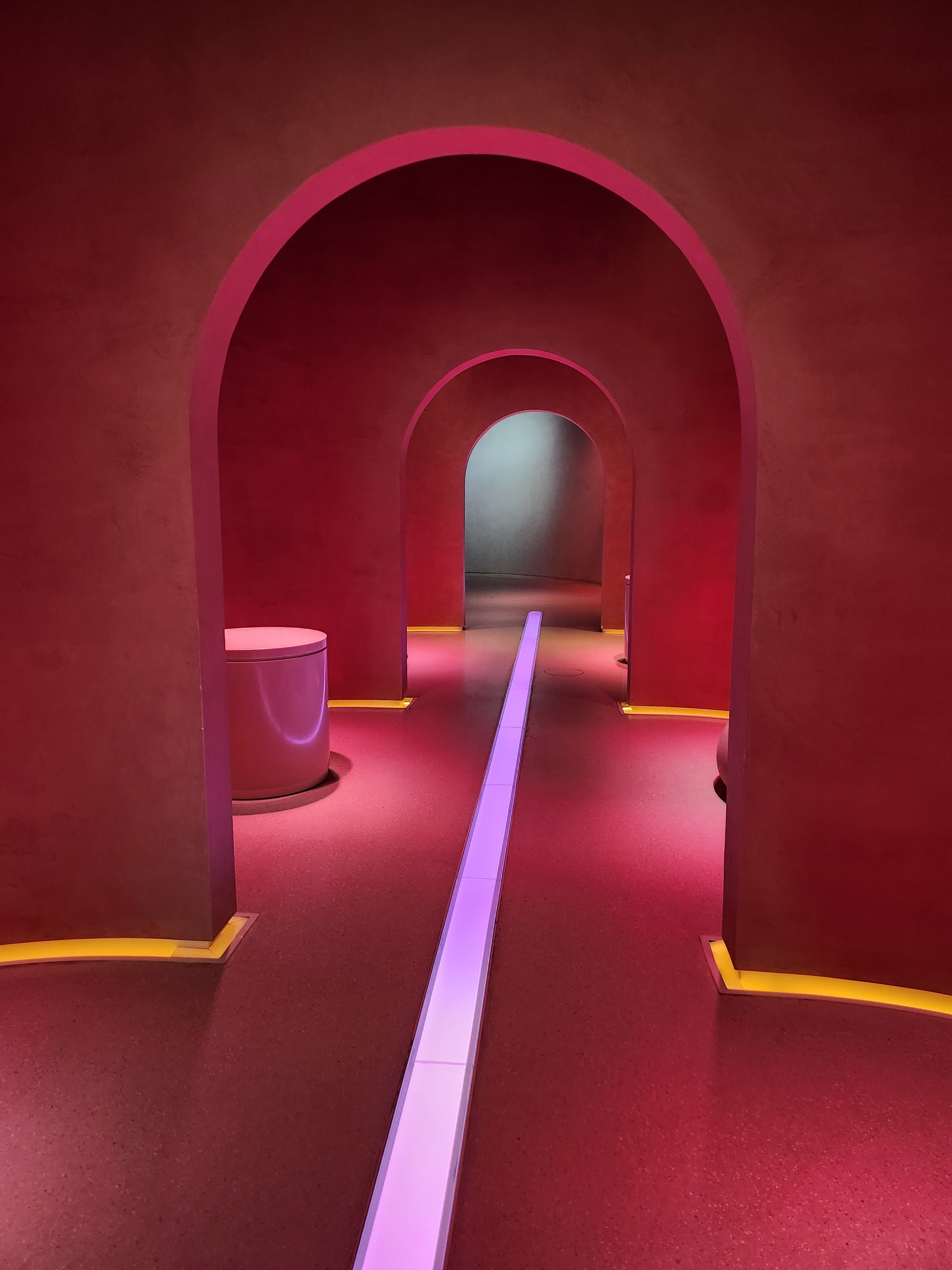
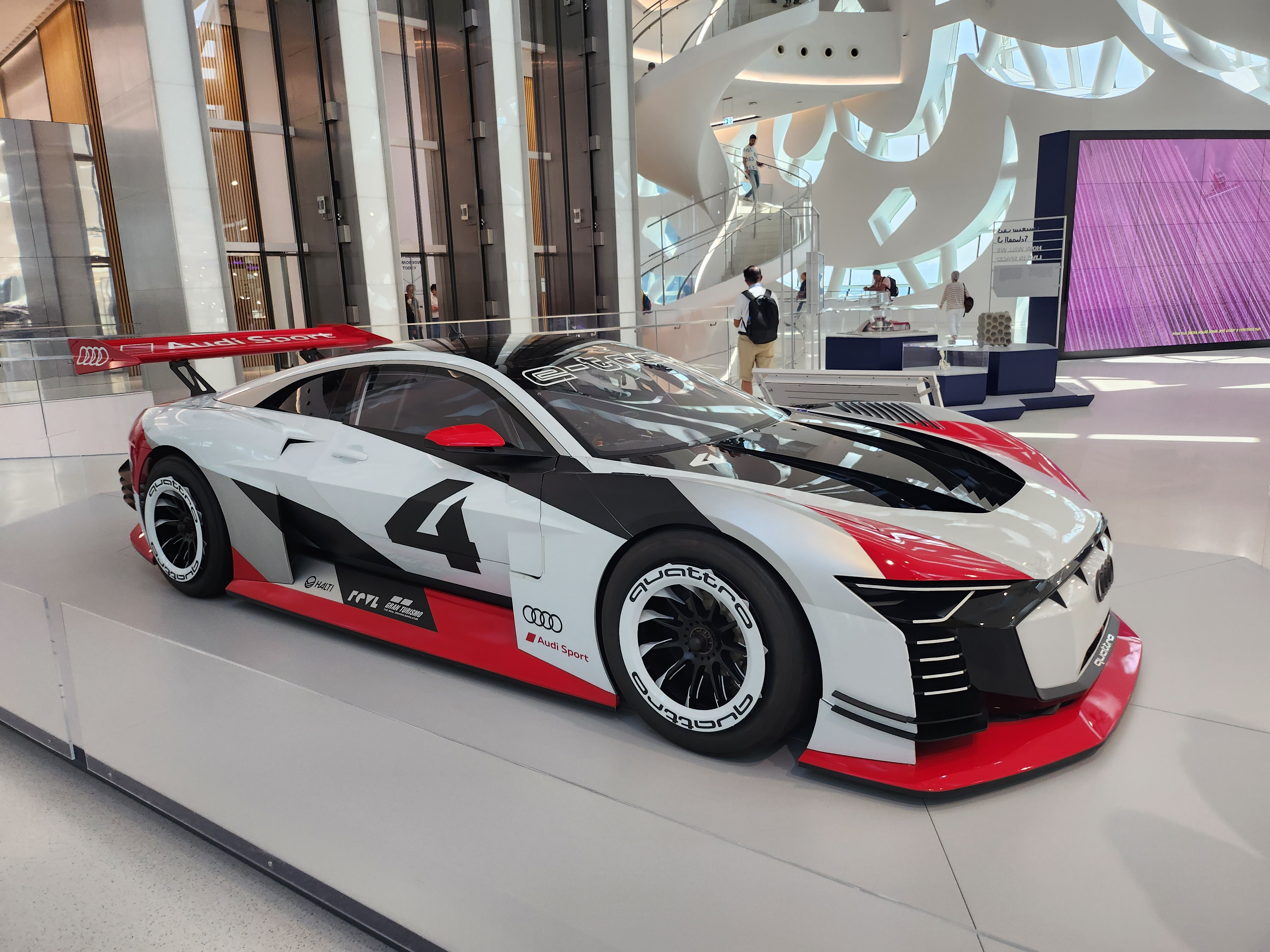